# Haploscapanes barbarossa
Haploscapanes barbarossa är en skalbaggsart som beskrevs av Fabricius 1775. Haploscapanes barbarossa ingår i släktet Haploscapanes och familjen Dynastidae. Inga underarter finns listade i Catalogue of Life.